# Obvious Child
Pour plus de détails, voir Fiche technique et Distribution.
Obvious Child est une comédie romantique américaine réalisée par Gillian Robespierre et sortie en 2014.

## Synopsis
La vie de la jeune Donna Stern n'a rien de particulier : un petit ami, un job dans une librairie, sa bande de potes, des parents divorcés... Mais, chaque soir, sur une scène de Brooklyn où elle interprète son numéro de stand-up, ce quotidien banal devient une source inépuisable de sketchs. Avec un humour ravageur et souvent cru, Donna y déballe sa vie intime, ne prend rien au sérieux, se moque de tout et surtout d'elle-même. Mais, coup sur coup, Donna perd son travail, se fait larguer par son petit ami, déprime, a une aventure alcoolisée d'un soir et... tombe enceinte. Dès lors, Donna va devoir assumer ses choix et grandir un peu, mais peut-être aussi rencontrer l'amour au moment où elle s’y attend le moins.

## Fiche technique
- Titre : Obvious Child
- Réalisation : Gillian Robespierre
- Scénario : Gillian Robespierre, Karen Maine, Elisabeth Holm et Anna Bean
- Photographie : Chris Teague
- Montage : Casey Brooks et Jacob Craycroft
- Musique : Chris Bordeaux
- Producteur : Elisabeth Holm
  - Coproducteur : Joey Carey
  - Producteur associé : Luisa Conlon
  - Producteur délégué : Julia Godzinskaya, David Kaplan, Stefan Nowicki,Gillian Robespierre, Michael Sackler, Jenny Slate, Brent Stiefel, Sophie Vickers et Geoffrey Quan
- Production : Rooks Nest Entertainment, Sundial Pictures et Votiv Films
- Distribution : Paradis Films
- Pays d'origine : États-Unis
- Genre : Comédie romantique
- Durée : 83 minutes
- Dates de sortie :
  - États-Unis : 20 juin 2014
  - Royaume-Uni : 29 août 2014
  - France : 3 septembre 2014

## Distribution
- Jenny Slate : Donna Stern
- Jake Lacy : Max
- Gaby Hoffmann : Nellie
- Gabe Liedman : Joey
- David Cross : Sam
- Richard Kind : Jacob Stern
- Polly Draper : Nancy Stern
- Cindy Cheung : Dr Bernard

## Distinctions

### Récompenses
- Festival international du film de Melbourne 2014 : People's Choice Award du meilleur film (2e place)

- Boston Society of Film Critics Awards 2014 : réalisateur le plus prometteur pour Gillian Robespierre (2e place)
- Kansas City Film Critics Circle Awards 2014 : meilleur scénario adapté
- National Board of Review Awards 2014 :
  - Top 2014 des meilleurs films indépendants
  - Meilleur premier film pour Gillian Robespierre
- Women Film Critics Circle Awards 2014 : meilleure actrice de comédie pour Jenny Slate

- Critics' Choice Movie Awards 2015 : meilleure actrice dans une comédie pour Jenny Slate

### Nominations
- Gotham Awards 2014 : meilleur espoir pour Jenny Slate

- Film Independent's Spirit Awards 2015 :
  - Meilleur premier film
  - Meilleure actrice pour Jenny Slate